# Märkisches Viertel
Märkisches Viertel (MV) er en bydel af distriktet Reinickendorf i Berlin i Tyskland. Det består af store betonboligblokke med op til 16 etager, og har omkring 17,000 lejligheder, der blev bygget fra 1964 til 1974 af GeSoBau Gesellschaft für sozialen Wohnungsbau (Selskabet for Social Lejlighedsbygning). Oprindeligt som en del af Wittenau, blev det officielt sin egen i 1999. 

## Overblik
I den østlige side grænser den op mod Rosenthal og Wilhelmsruh bydele i Pankowdistriktet, hvilket det var adskilt fra af Berlinmuren indtil 1989. I 2003 havde Märkisches Viertel omkring 36,000 indbyggere. 

## Personer fra bydelen
- Den tyske rapper Sido og adskillige andre artister fra Aggro Berlin-pladeselskabet blev født og voksede op her.
- Ulrike Meinhof – medlem af terrororganisationen Rote Arme Fraktion levede her indtil 1970.